# Europese kampioenschappen veldlopen 1997
De vierde editie van de Europese kampioenschappen veldlopen vond op 14 december 1997 plaats in de Portugese plaats Oeiras.

## Uitslagen

### Mannen Senioren
| Plaats | Atleet             | Land       | Tijd (min.s) |
| ------ | ------------------ | ---------- | ------------ |
|        | Carsten Jørgensen  | Denemarken | 27.19        |
|        | Claes Nyberg       | Zweden     | 27.20        |
|        | Serhij Lebid       | Oekraïne   | 27.23        |
| 4      | Mustapha Essaïd    | Frankrijk  | 27.30        |
| 5      | Alfredo Brás       | Portugal   | 27.32        |
| 6      | José Manuel García | Spanje     | 27.33        |
| 7      | Julio Rey          | Spanje     | 27.33        |
| 8      | Domingos Castro    | Portugal   | 27.37        |
| 9      | José Regalo        | Portugal   | 27.38        |
| 10     | Umberto Pusterla   | Italië     | 27.42        |

| Plaats | Land                                                                   | Punten                |
| ------ | ---------------------------------------------------------------------- | --------------------- |
|        | Portugal Alfredo Brás Domingos Castro José Regalo Alberto Maravilha    | 5 + 8 + 9 + 12 = 34   |
|        | Frankrijk Mustapha Essaïd Bertrand Frechand Yann Millon Abdellah Béhar | 4 + 11 + 13 + 18 = 46 |
|        | Spanje José Manuel García Julio Rey Isaac Viciosa Víctor López         | 6 + 7 + 20 + 23 = 56  |

### Vrouwen Senioren
| Plaats | Atleet                     | Land      | Tijd (min.s) |
| ------ | -------------------------- | --------- | ------------ |
|        | Joalsiae Llado             | Frankrijk | 17.20        |
|        | Elena Fidatov              | Roemenië  | 17.33        |
|        | Olivera Jevtić             | Servië    | 17.37        |
| 4      | Annemari Sandell-Hyvärinen | Finland   | 17.39        |
| 5      | Mariana Chirila            | Roemenië  | 18.10        |
| 6      | Helena Sampaio             | Portugal  | 18.14        |
| 7      | Yamna Oubouhou             | Frankrijk | 18.15        |
| 8      | Ana Isabel Alonso          | Spanje    | 18.15        |
| 9      | Sabrina Varrone            | Italië    | 18.19        |
| 10     | Melanie Kraus              | Duitsland | 18.20        |

| Plaats | Land                                                     | Punten           |
| ------ | -------------------------------------------------------- | ---------------- |
|        | Frankrijk Joalsiae Llado Yamna Oubouhou Fatima Yvelain   | 1 + 7 + 13 = 21  |
|        | Roemenië Elena Fidatov Mariana Chirila Stela Olteanu     | 2 + 5 + 15 = 22  |
|        | Spanje Ana Isabel Alonso Julia Vaquero Jacqueline Martín | 8 + 17 + 21 = 46 |

### Mannen Junioren
| Plaats | Atleet              | Land                | Tijd (min.s) |
| ------ | ------------------- | ------------------- | ------------ |
|        | Gert-Jan Liefers    | Nederland           | 15.45        |
|        | Günther Weidlinger  | Oostenrijk          | 15.50        |
|        | Mustafa Mohamed     | Zweden              | 16.00        |
| 4      | Juan Carlos Higuero | Spanje              | 16.02        |
| 5      | Sam Haughian        | Verenigd Koninkrijk | 16.10        |
| 6      | Juan Jose Lozano    | Spanje              | 16.19        |
| 7      | Gareth Turnbull     | Ierland             | 16.24        |
| 8      | Stefano Moro        | Italië              | 16.30        |
| 9      | Miguel Angel Pinto  | Spanje              | 16.37        |
| 10     | Mircea Ioan Bota    | Roemenië            | 16.38        |

| Plaats | Land                                                            | Punten            |
| ------ | --------------------------------------------------------------- | ----------------- |
|        | Spanje Juan Carlos Higuero Juan José Lozano Miguel Angel Pinto  | 4 + 6 + 9 = 19    |
|        | Portugal Manuel Silva Filipe Pedro Manuel Damiao                | 13 + 14 + 16 = 43 |
|        | Roemenië Mircea Ioan Bota Calin Marius Macra Virgil Monel Sabou | 10 + 15 + 23 = 48 |

### Vrouwen Junioren
| Plaats | Atleet              | Land      | Tijd (min.s) |
| ------ | ------------------- | --------- | ------------ |
|        | Sonja Stolić        | Servië    | 9.09         |
|        | Mónica Rosa         | Portugal  | 9.15         |
|        | Judith Heise        | Duitsland | 9.16         |
| 4      | Larissa Kleinmann   | Duitsland | 9.19         |
| 5      | Catherine Lallemand | België    | 9.21         |
| 6      | Sonja Roman         | Slovenië  | 9.20         |
| 7      | Manuela Dominguez   | Spanje    | 9.23         |
| 8      | Laura Suffa         | Duitsland | 9.28         |
| 9      | Milla Myllykoski    | Finland   | 9.28         |
| 10     | Tuula Laitinen      | Finland   | 9.29         |

| Plaats | Land                                                                                        | Punten            |
| ------ | ------------------------------------------------------------------------------------------- | ----------------- |
|        | Duitsland Judith Heinze Larissa Kleinmann Laura Suffa                                       | 3 + 4 + 8 = 15    |
|        | Servië (in 1997 Federale Republiek Joegoslavië) Sonja Stolic Mirjana Glisovic Marina Muncan | 1 + 11 + 21 = 33  |
|        | Verenigd Koninkrijk Rebecca Wade Amy Waterlow Louise Kelly                                  | 12 + 15 + 16 = 43 |